# 노바메저링인스트루먼츠
노바메저링인스트루먼츠(Nova Measuring Instruments)는 반도체 제조에 쓰이는 고급공정제어(Advanced process control)를 위한 계측장비 제공사인, 이스라엘에 본사를 둔 주식회사이다. 주식은 나스닥과 텔아비브 증권거래소에 상장되어 있다.
노바메저링인스트루먼츠는 1993년 5월 Giora Dishon과 Moshe Finarov에 의해 설립되었다. Dishon은 예루살렘 히브리 대학교에서 재료공학 부문에서 박사학위를 받았다.
인텔은 1997년 노바의 고객사이자 투자자가 되었다.

## 같이 보기
- 도량형학
- 반도체 제조